# James Johnson (Leichtathlet)
James „Jim“ Johnson war ein US-amerikanischer Sprinter.
1963 wurde er als US-Vizehallenmeister über 600 Yards für die Panamerikanischen Spiele in São Paulo nominiert, bei denen er über 400 m und in der 4-mal-400-Meter-Staffel siegte.
2009 wurde er postum in die Sports Hall of Fame der Norfolk State University Athletics Foundation (NSUAF) aufgenommen.